# Ricardo Gutiérrez Lee
Ricardo Gutiérrez Lee (c. 1849-1928) fue un diplomático y médico colombiano, instalado en Cuba.

## Biografía
Según un artículo en el Diario de la Marina, Máximo Gómez «lo citaba frecuentemente entre los elementos del Cuerpo Civil de la Revolución que más útiles habían sido al éxito de las operaciones que culminaron con la conquista de la Independencia». Gutiérrez Lee, que vivió en Cuba unas cinco décadas, ejerció los cargos de ministro plenipotenciario y enviado extraordinario de los Estados Unidos de Colombia en Cuba.
Médico en El Vedado, fue delegado de Colombia a la Conferencia Panamericana. Falleció en La Habana el 15 de septiembre de 1928, a la edad de setenta y nueve u ochenta años. Tras su muerte su biblioteca fue donada a la Secretaría de Sanidad.